# Henschel/SSW Typ Regis
Die elektrische Tagebaulokomotive Henschel/SSW Typ Regis wurde bei Henschel und SSW in der Zeit von 1932 bis 1941 in 34 bekannten Exemplaren gefertigt.
Die Lokomotiven waren während der Produktionszeit nicht als Kriegselektrolokomotiven (KEL) eingestuft, trotzdem wurden während des Krieges acht Lokomotiven gebaut. Nach dem Zweiten Weltkrieg sind 14 Lokomotiven im Bereich der Betriebe in der DDR erhalten geblieben. Die letzte Erwähnung von Lokomotiven dieser Serie stammt aus dem Jahr 1961. 2024 ist keine Lokomotive mehr vorhanden.

## Geschichte

### Vorkriegsgeschichte

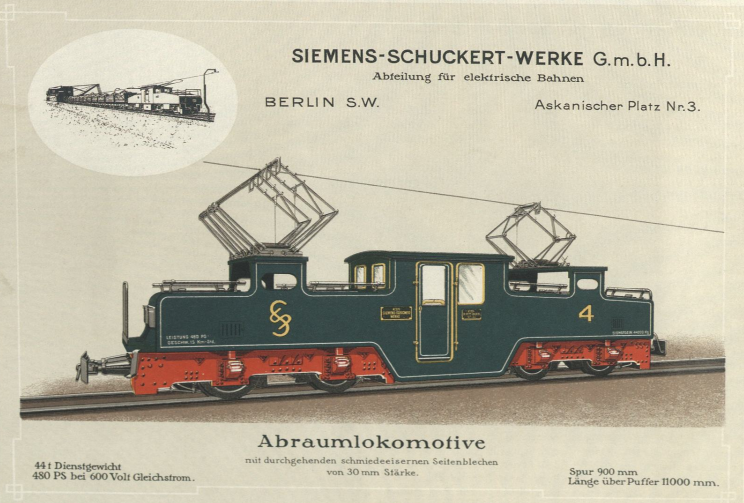
SSW-Tagebaulokomotive aus dem Jahr 1925

Schon 1907 wurden an den Tagebau Phönix erste Lokomotiven mit vier einzeln angetriebenen Achsen und der Bauform mit tief gelegenen mittlerem Führerstand und zwei Vorbauten geliefert. Die elektrische Ausrüstung für die damals mit 600 V Gleichspannung betriebenen Fahrzeuge stammte von den Siemens-Schuckertwerken oder der AEG, die mechanische Ausstattung zuerst von Borsig. Ab den 1930er Jahren fertigte auch Henschel vermehrt Tagebaulokomotiven. Der Hersteller stellte ein Programm von acht Typen vierachsiger Lokomotiven für die Spurweite von 900 mm mit unterschiedlichen Masse- und Leistungsdaten auf.
Die ersten vier Lokomotiven dieses Typs wurden mit den Fabriknummern Henschel 22089-22092 im Jahr 1932 an die DEA Deutsche Erdöl AG (DEA) in Regis geliefert und nach der Tradition vom Hersteller als Typ Regis bezeichnet. Sie hatten die Aufgabe der Kohleförderung aus dem Tagebau II mit einer geplanten Förderung von 6000–7000 t/Tag über eine Förderbahn mit Steigungen bis 77 ‰ ohne Zahnstangenbetrieb. Dabei beförderten in Sandwichbetrieb jeweils zwei Lokomotiven vier Kohlewagen mit einer Nutzlast von 100 t von der Tagebausohle zum Endverbraucher. Diese vier gelieferten Lokomotiven erhielten die Namen Yorck, Stein, Blücher und Scharnhorst. Spätere Lieferungen erhielten Länderbezeichnungen. Insgesamt wurden nach Regis bis 1939 22 Lokomotiven dieses Typs geliefert.
Ein weiterer Abnehmer für die Lokomotiven war der Tagebau Kraft II Deutzen. Hier wurden acht Lokomotiven geliefert, die vor allem die Großschwelerei Deutzen beliefern sollten. Die Lokomotiven wurden 1944 angeliefert. Möglicherweise waren die Lokomotiven für diesen Betrieb besser als die KEL 4 geeignet, sodass ausnahmsweise trotz der kriegsbedingten Fertigungseinschränkungen diese Type geliefert werden konnte.
Außerdem wurden noch für die Grube Erika der ILSE BAG vier Lokomotiven mit den Nummern Erika 54–57 geliefert.

### Nachkriegsgeschichte
Von den an die Lausitzer Braunkohle AG gelieferten Lokomotiven existieren nach 1945 keine Informationen.
Von den an die Mitteldeutsche Braunkohlengesellschaft gelieferten Lokomotiven waren nach 1950 noch 14 Lokomotiven vorhanden, davon neun im Tagebau Ruppersdorf und fünf im Tagebau Schleenhain. Die Lokomotive Ruppersdorf 10 hatte die Herstellerangaben Henschel 23383, SSW 3205/1936.
Die restlichen müssen als Kriegsverluste oder Verlust durch Reparationen gezählt werden. Die Altbaulokomotiven waren bis Ende der 1950er Jahre noch im Leistungsfahrbetrieb unverzichtbar. Als genügend LEW EL 3 vorhanden waren, wurden die Lokomotiven verstärkt im Hilfsfahrdienst, wie Werkspersonenverkehr oder Gleisrückarbeiten, tätig. Die letzten Altbaulokomotiven waren bis Mitte der 1970er Jahre im Einsatz.

## Technik
Die Lokomotiven hatten eine Mittelpufferkupplung, die am Rahmen befestigt war und nicht wie sonst üblich an den Drehgestellen. Hinter der Vorderfront waren nicht sichtbar die Ballastgewichte befestigt. Ihr Aufbau entsprach der Konstruktion der Tagebaulokomotiven mit tief heruntergezogenen Führerhäusern, die damals noch ausschließlich den Kohlen- und Abraumtransport unter den Baggern hindurch zu den Endverbrauchern durchführten. Sie waren in Nietkonstruktion hergestellt.
Die elektrische Ausrüstung stammte von SSW und bestand aus der klassischen Gleichstromtechnik, wo über die elektrische Spannung von der Fahrleitung über den Nockenfahrschalter mit der Widerstandssteuerung die elektrischen Fahrmotoren angetrieben wurden, die als Reihenschlussmaschinen ausgeführt waren. Auf den Vorbauten saßen zwei Hauptstromabnehmer und vier kleinere, daneben liegenden Seitenstromabnehmer, die hier gerade gelagert waren. Die Druckluft für die Druckluftbremse wurden von zwei Kompressoren erzeugt, elektromechanische Schütze schalteten die Hilfsbetriebemotoren. Die Steuer- und Beleuchtungsspannung betrug 24 V.